# Léon Moreaux
Léon Moreaux   (Féron, 10 de març de 1852 - Rennes, 11 de novembre de 1921) fou un tirador olímpic francès, guanyador de vuit medalles olímpiques.
Va participar en els Jocs Olímpics d'Estiu de 1900 realitzats a París (França), on va aconseguir guanyar la medalla de plata en les proves de pistola ràpida (25 metres) i pistola militar per equips, així com la medalla de bronze en la prova de rifle militar (3 posicions) per equips. En aquests mateixos Jocs finalitzà quart en la prova de rifle militar (bocaterrosa) i setè en la pistola militar individual com a resultats més destacats.
Participà en els Jocs Olímpics d'Estiu de 1906 realitzats a Atenes (Grècia), els anomenats Jocs Intercalats i que no són reconeguts avui dia oficialment pel Comitè Olímpic Internacional (COI), on va guanyar la medalla d'or en la prova de pistola de duel (20 metres) i rifle militar (200 metres); la medalla de plata en la prova pistola ràpida (25 m.) i la medalla de bronze en la prova de rifle posició lliure i rifle per equips.
Participà en els Jocs Olímpics d'Estiu de 1908 celebrats a Londres (Regne Unit), on va aconseguir finalitzar quart en la prova de pistola ràpida (25 m.) per equips, dissetè en la prova de pistola ràpida (25 m.) i trenta-novè en la prova de rifle militar 300 metres.